# Miraklet ved Skt. Anna
Miraklet ved Skt. Anna er en amerikansk film fra 2008, instrueret af Spike Lee, efter James McBrides' bog, af samme navn som filmtitlen. Man følger det amerikanske Buffalo 92nd Infantry Division, der udelukkende består af sorte, men med hvide overordnede, og handlingen foregår i landsbyen St. Anna under amerikanernes efterårs-offensiv i Italien i 1944, samt om vinteren 1983 i New York og Rom (starten og slutningen). Filmen har ligesom flere historier kørende på én gang, men det hele går op i en højere enhed til sidst.

## Handling
Filmen starter om vinteren på et postkontor i New York i 1983. Den aldrende sorte krigsveteran Hector Negrón arbejder på sine sidste dage ved postkontoret, da en kunde med italiensk accent beder om et frimærke. Hector stivner fuldstændig, hvorefter han trækker en tysk Luger-pistol frem fra disken, og skyder kunden i brystet, hvorefter manden dør af sine sår. Den nyuddannede journalist, Tim Boyle, ransager Negróns lejlighed sammen med to politifolk, og i bunden af et klædeskab, finder de et 450 år gammelt statuehovede, som har været en del af en berømt bro i den italienske by, Firenze, men som siden 2. verdenskrig har været pist forsvundet. I mellemtiden er Negrón blevet anholdt, sigtet for drab, og i fængslet besøger Boyle Negrón, for at få mere info om statuehovedet. Samtidig går nyheden om dette fund verden rundt, og en mand i Rom er ved at få sin kaffe galt i halsen, da han får fingre i avisen med nyheden (forklaring følger senere). Negrón indvilliger endelig i at fortælle Boyle hvad det drejer sig om, og her går filmen oprigtigt i gang, da den går tilbage i et flashback fra efteråret 1944. 
Buffalo 92nd Infantry Division Soldiers, som består af sorte soldater, er blevet beordret til at erobre et område ved Serchiofloden, Toscana fra tyskerne. Under den langsomme offensiv bliver amerikanerne manipuleret af en tysk kvinde (Alexandra Maria Lara), som oplæser tysk propaganda fra en højtaler, og da de begynder at krydse floden, falder de i tyskernes baghold. Størstedelen bliver dræbt, men det lykkedes de fire soldater Negrón, Sgt. Stamps, menig Train (som bærer rundt på statuehovedet i et net) og Sgt. Bishop at nå over, hvor de gemmer sig for tyskernes kugler under et dige ved vandet. De beder om artilleristøtte fra deres egen bagtrop for at kunne få dækning til at komme i sikkerhed, men den hvide kaptajn Nokes (Walton Goggings), tror ikke på radiobeskeden, så han dirigerer granaterne til at slå ned på godt og vel det punkt, hvor de overlevende soldater har søgt skjult.
Dette gør at de bliver nødt til at søge endnu længere væk fra floden – ind bag tyskernes linjer. 
Her møder de kort efter den 9-årige italienske dreng, Angelo, og menig Train føler sig forpligtet til at tage drengen med sig, for at han kan få forplejning. Angelo er en kende sindsforvirret, og går hele tiden og snakker til sin afdøde ven Aturo, hvilket soldaterne finder meget mystisk. Efter længere tids vandring, når gruppen af fem frem til den italienske flække, St. Anna, hvor de får husly af en italiensk og anti-nazistisk kvinde, Renata, og hendes familie. Her bor de i længere tid i skjul, mens de plejer drengen og samtidig forsøger at reparere deres radio, så de igen kan få kontakt med deres division.
Samtidig følger man hvad der sker ved de tyske linjer, og her beder oberst Pflueger, om at den tyske desertør Hans Brundt, skal findes omgående. Det viser sig at Hans Brundt, har hjulpet Angelo og Aturo med at flygte fra fra en nærliggende by ved St. Anna, hvor SS har samlet alle landsbyboerne ved den lokale kirke, og herefter brutalt skudt dem ned på ordre af en barsk tysk major. Aturo bliver bange, og flygter fra Brundt, som forsøger at snige drengene væk. Den tyske major får øje på Aturo og skyder ham ned på stedet, hvilket resulterer i at menig Brundt forsøger at skyde majoren. Han rammer ved siden af, og sætter i flugt ned igennem skoven sammen med Angelo. 
Tilbage i landsbyen, er det endelig lykkedes de fire amerikanske soldater at få radiokontakt med deres deling, og kaptajn Nokes beordrer dem til at tage en tysk soldat til fange, så han kan fortælle lidt om tyskernes kommende angreb. I det samme, ankommer den lokale modstandsbevægelse (som bor i skoven) – ledet af Peppi >>Store Sommerfugl<< Grotta – ned til byen, og de har tilfældigvis taget menig Brundt til fange ude i skoven. Amerikanerne mener selvfølgelig nu, at de har deres beordrede krigsfange, så Negrón bliver sat til at holde vagt ved fangen, sammen med partisanen Rodolfo. I et uopmærksomt øjeblik, trækker Rodolfo en kniv frem, og skærer halsen over på Brundt, og forsøger ligeså at dræbe Negrón. Det viser sig, at Rodolfo er forræder, og han havde været til stede ved SS's massakre i nabolandsbyen. Derfor var han bange for at blive genkendt af menig Brundt. Rodolfo flygter herefter ud i skoven, hvor han skyder partisanlederen Peppi.
Kort efter ankommer kaptajn Nokes med et par jeeps, for at hente de fire efterladte soldater og for at hente krigsfangen, men han bliver rasende, da han ser liget af Brundt, og fortæller at de nu er overladt til sig selv, og at en krigsret venter dem. Så han efterlader dem, for at køre igen, men de når 20 meter, inden at en tysk artilleri-granat falder ned og slår ham ihjel. Det er den tyske kaptajn Eichholz, og hans styrker som er ankommet til St. Anna, og det bliver til heftige kampe i de små gader, mellem tyskerne og de fire soldater + partisanerne. Train, Bishop og Stamps bliver alle dræbt, og ligeledes gør adskillige civile, mens Angelo falder bevidstløs om, efter et skudsår i ryggen. Da en tysk soldat kommer så tæt på den sårede Negrón, at han kan henrette ham på stedet, kommer kaptajn Eichholz i sidste sekund og beordrer ham til at stoppe. Eichholz trækker sin Luger frem og peger på Negrón, hvorefter han giver den til ham, med forklaringen "at han skal forsvare sig selv". Tyskerne lader Negrón overleve, og kort tid efter ankommer amerikanske styrker til den forladte by, og Negrón bliver reddet – med statuehovedet, og den tyske Luger som trofæ.
Til sidst i filmen, går det så op for en, at den gamle mand, som Negrón skyder i starten af filmen, er forræderen Rodolfo, som flygtede ud i skoven. Ligeledes finder man ud af, at manden med avisen i Rom (også i starten af filmen), er den voksne Angelo, som har overlevet kampene i Skt. Anna. Som voksen blev han rig, og filmen slutter med at han betaler to mio. dollars i kaution, for at Negrón kan blive løsladt fra fængslet.

## Skuespillere
- Laz Alonso – Korporal Hector Negrón
- Omar Benson Miller – Menig Samuel Train
- Derek Luke – Sergent Aubrey Stamps
- Michael Ealy – Sergent Bishop Cummings
- Walton Goggings – Kaptajn Nokes
- Robert John Burke – General Ned Almond
- Matteo Sciabordi – Drengen Angelo Torancelli
- Valentina Cervi – Renata
- Joseph Gordon-Levitt – Journalisten Tim Boyle
- Pierfrancesco Favino – Partisanlederen Peppi >>Store Sommerfugl<< Grotta
- Sergio Albelli – Partisanen/forræderen Rodolfo
- Jan Pohl – Menig Hans Brundt
- Christian Berkel – Kaptajn Eichholz
- Waldemar Kobus – Oberst Pflueger
- Alexandra Maria Lara – Radiovært Axis Sally
- Kerry Washington – Advokat Zana Wilder